# Типологія текстів
Тип те́ксту — це центральне поняття лінгвістики тексту і загальної теорії тексту. У широкому сенсі це певна обмежена сукупність текстів, що об'єднані особливими спільними ознаками на різних структурних рівнях тексту, на рівні семантики, змісту, особливостей побудови, ситуативних параметрів та комунікативної функції.

## Короткий огляд
Основою типології текстів можуть бути різні ознаки, залежно від мети дослідження. У мовознавстві та лінгвістиці тексту термін «тип тексту» не має єдиної дефініції. Поряд з цим поняттям використовуються також такі класифікаційні категорії, як клас тексту, вид тексту, форма тексту та зразок тексту. Вказані терміни є синонімами, кожен з них застосовується залежно від поглядів того чи іншого лінгвіста. Дуже часто у синонімічному значенні вживається також термін «жанр», однак німецькі мовознавці наполягають на розмежуванні категорії «жанр» (нім. Gattung) як літературного терміну та категорії «тип тексту» (нім. Textsorte), що використовується стосовно ужиткових текстів.
Зважаючи на те, що попри велику кількість визначень, єдиної ґрунтовної дефініції терміну «тип тексту» поки що не існує, Вольфганг Гайнеманн у своїх працях спробував впорядкувати їх за панівним критерієм та виокремив чотири етапи розвитку розуміння терміну «тип тексту»:
1. Тип тексту як граматична єдність: важливу роль тут відігравала когерентність речень та їхніх складових частин. Критерієм для виділення типів текстів ставали окремі елементи зв'язності тексту. Проте, з часом стало зрозуміло, що для типології текстів лише формальних ознак недостатньо.
2. Тип тексту як семантико-смислова єдність: у межах даного розуміння тип тексту визначали, виходячи з комплексних структур тексту і відповідних сукупностей значень, трактуючи їх семантично за способом викладу (наративний, дескриптивний та ін).
3. Тип тексту як єдність, що визначається ситуацією: ситуація та ситуативні аспекти стали критерієм для типології текстів. Недоліками такого підходу вважаються надмірна загальність обраних ситуативних аспектів, а також нехтування семантико-смисловими та мовними категоріями.
4. Тип тексту як єдність, що визначається комунікативною функцією.

В. Гайнеманн зауважив, що жоден з названих підходів не виправдав себе, оскільки створення загальноприйнятої типології текстів можливе лише за допомогою аналізу текстів на всіх вказаних рівнях, а не лише на одному.
Кількість типів тексту в окремій мові залежить від прикладної схеми для класифікації.

## Дослідження типів тексту
Мета дослідження типів тексту — впорядкування текстів на основі відповідних характерних ознак до певного типу текстів та їхній детальний науковий опис. При цьому, до аналізу залучаються як зовнішні, так і внутрішні фактори текстів: класифікація розробляється з огляду на форму та використання тексту. Інколи, у процесі аналізу можуть виявлятися відмінності між усними та письмовими, літературними та розмовними, науковими та ненауковими текстами.
Процес класифікації текстів на типи сприяє поширенню в рамках історії мови та літератури знань про виникнення текстів, їхні історичні форми та розвиток під впливом мовних, соціальних та інших змін. У контексті соціології знань інтерес дослідників становить також зв'язок типів текстів із засобами масової інформації та засобами комунікації, так само як їхнє використання та поширення.
Загалом, виокремлюють внутрішньо- та зовнішньотекстові критерії для визначення типів текстів: внутрішньо-текстові критерії пов'язані з поверхневим рівнем та глибинними структурами тексту. Критерії, що спираються на поверхневий рівень тексту, є, наприклад, звукова паравербальна, або графічна природа (відмінності між рукописними, машинописними і друкованими текстами), лексичний склад і принципи побудови речення. До критеріїв, що пов'язані з глибинними структурами тексту, належать, зокрема, тема, її поєднання з іншими темами та її перебіг(наприклад, у доповіді мовець розгортає одну тему, у приватному листі теми часто змінюють одна одну).
Зовнішньо-текстові критерії пов'язані з комунікативними обставинами: серед них функція тексту (вирок/заява), комунікативний медіум (лист/телефонний дзвінок) та комунікативна ситуація, у яку занурений текст (визначальні чинники: час, місце, обставини та соціальне оточення).

## Класифікація типів текстів
Мовці певної мовної спільноти інтуїтивно володіють класифікацією найпоширеніших типів текстів, тобто володіють компетенцією у типах текстів. ЇЇ ще називають «знання типів текстів»: це — здатність, що набувається у процесі щоденної мовленнєвої діяльності, продукувати та розуміти тексти, залежно від комунікативної ситуації. Доказом цього, є той факт, що мовці здатні повторно відтворити один і той самий зміст тексту у різних комунікативних ситуаціях, використовуючи при цьому інший синтаксис і словниковий склад. Так, наприклад, письмове інформаційне повідомлення може бути передане у формі особистої розмови чи розповіді. Окрім того, мовці спроможні у повсякденному житті розпізнавати помилки, що пов'язані з порушенням класифікації типів текстів, та констатувати їхню зміну. У процесі соціалізації мовці засвоюють також знання про те, які теми та змісти, функції та комунікативні цілі повинні поєднуються з тими чи іншими типами текстів. Окрім цього, для різних типів текстів існують різні характеризуючі сигнали (типові висловлювання принципів організації), які можуть виконувати класифікуючу функцію. До типових висловлювань часто належать характерні текстові ввідні та кінцеві конструкції, як наприклад «Жили-були…» (казка), «Шановні пані та панове…» та «З повагою» (листи). Серед інших типових принципів організації текстів можна назвати віршовані структури (у віршах) та пропуски для заповнення (у формулярах).
Глобальні текстові структури та текстові схеми одночасно є результатом та передумовою для мовленнєвої діяльності людської спільноти. Вони змінюються у часі разом з умовами взаємодії між людьми, комунікативними потребами та завданнями, які також весь час зазнають змін.

##### Способи розробки типології текстів
Загальна класифікація текстів склалася задовго до того, як у рамках лінгвістики почали досліджуватися питання типологізації текстів. Так, наприклад літературні тексти представлені такими жанрами, як «роман», «новела», «сонет», «вірш» та ін., законодавчі тексти — жанрами «конституція», «розпорядження», «наказ», «постанова», «вирок суду» і т. д. Усі вказані тексти можуть розглядатися як типи текстів, оскільки вони виконують специфічну функцію та характеризуються певними ознаками. Таким чином, один зі способів розробки лінгвістичної типологізації текстів полягає в аналізі якомога більшої кількості емпірично наявних типів текстів та узагальненні його результатів. Мета такого дослідження — досягнення таксономії типів текстів та теорії текстуальної композиції. Існують спеціальні дослідження таких типів текстів, як «розповіді», «жарти», «листи», «інтерв'ю», «звертання та вигуки», «розповідь про проблеми під час психотерапії» та ін. Однак, для лінгвістичної класифікації текстів така гетерогенність текстів створює певні труднощі, оскільки не всі типи текстів мовної спільноти можуть бути класифіковані без протиріч. Теорія текстуальної композиції, яка б могла описати і пояснити глобальні структури та принципи організації текстів, зараз, як і раніше, залишається предметом досліджень лінгвістів, але ґрунтовно ще не розроблена.
Інший спосіб створення лінгвістичної типологізації текстів базується на гіпотезі, що така типологія може виникнути автоматично (дедуктивно), як тільки текстуальна теорія буде в змозі виявити комплексні структуральні та функціональні взаємозв'язки між текстами. Цей підхід є помилковим, оскільки така гіпотеза призвела до того, що лінгвотекстуальне дослідження довгий час нехтувало питаннями типології текстів та свідомо уникало їх. Лише, починаючи з кінця 1960-их років, у текстовій лінгвістиці розвинулися різні класифікації типів текстів.
Аналітико-текстуальна лінгвістика відбиває панівні лінгвістичні погляди та переконання певної епохи, які знаходять свій вияв у таких моделях типів текстів:

##### Граматико-структуралістичні моделі
Моделі класифікацій 1970х років базувалися на таких критеріях, як поверхневий рівень тексту та внутрішньотекстові структури. До них належать типографські особливості, словниковий склад та принцип побудови тексту (наприклад, номінальний стиль/вербальний стиль). При цьому, тип чи клас тексту розглядається як граматична структура. Оскільки увага у межах таких моделей фокусувалась виключно на інтралінгвальних властивостях та їхніх відношеннях, вони були гостро розкритиковані через свою обмеженість.
У моделях-темах тексти класифікуються у типи також на основі внутрішньо-текстових структур. У таких моделях особлива увага приділяється семантичним зв'язкам окремих частин тексту та їхнім взаємовідношенням у тексті. Критерії класифікації, що пов'язані з глибинними структурами тексту, застосовуються по відношенню до головної теми тексту, поєднання другорядних тем та їхнього розгортання.

##### Моделі-ситуації
У 1970-их роках у мовознавстві чільне місце посіла прагматика, тому все більшої популярності набули моделі, які безпосередньо базувалися не лише на текстах, але і на комунікативній ситуації. Прихильники таких моделей фокусували свою увагу на різних ситуативних аспектах, як наприклад сфера дії та спілкування. У цьому випадку тип тексту розглядається як реалізація комунікативного типу, як наслідок поняття «текстова таксономія» значною мірою збігається із розумінням типології комунікативних ситуацій.

##### Класифікація типів текстів за панівним критерієм
Рольф Айгенвальд створив типологію текстів з огляду на 5 глобальних сфер використання:
- Перший тип текстів: Газетні тексти (приклади: повідомлення, коментар, передова стаття та ін.);
- Другий тип: Економічні тексти (приклади: рубрика «Економіка» у газетах);
- Третій тип: Політичні тексти (приклади: політична промова, резолюція, прокламація, памфлет та ін.);
- Четвертий тип: Юридичні тексти (приклади: законодавчі тексти, судові вироки, договори та ін.);
- П'ятий тип: Наукові тексти (приклади: наукова стаття, дисертація, монографія та ін.).

Бербель Техтмайер у своїй класифікації спирається на розмови і постулуює типологію розмов:
1. Розмови в економічній сфері.
2. Розмови у сфері освіти.
3. Розмови у сфері юриспруденції.
4. Розмови у сфері науки.
5. Розмови у ЗМІ.
6. Розмови у межах громадських організацій.
7. Розмови у сім'ї та ін.

Такі підходи були розкритиковані через довільність впорядкування типів текстів у глобальні категорії та частково через недостатню однорідність обраних глобальних критеріїв.
Функціональні моделі спираються на комунікативну функцію текстів, тобто виходять з того, що тексти продукуються з конкретною комунікативною метою. Внутрішньо-текстові критерії залежать від комунікативного контексту. До них належать: функція тексту, комунікативний канал і комунікативна ситуація, у якій виникає текст. У таких моделях вирішальної для виникнення типів текстів є їхня основна функція (використання та мета), на основі якої тексти класифікуються у конкретні типи текстів. Таким чином, функція тексту виступає панівним критерієм. Наприклад, тексти, головна функція яких є передача інформації, можуть бути об'єднані у категорію «інформативні типи текстів». Тексти, які є інструкціями для реципієнтів, у функціональній моделі належать до «директивних текстів». Однак, певні складнощі виникають внаслідок того, що не існує єдиного ґрунтовного визначення поняття «функція тексту». Згідно з одним із визначень функції тексту — це певні визначені адресатом інструкції, спрямовані адресанту тексту. Отже, функція тексту містить інформацію про модус розуміння, закладений адресатом.
Наступна класифікація типів текстів базується саме на функціональному підході:
- Когнітивні тексти: наукові та популярно-наукові тексти;
- Нормативні тексти: законодавчі тексти;
- Інформативні тексти: повідомлення, коментар, новини, описи, протоколи, характеристики та ін.;
- Апелятивні тексти: політична пропаганда, реклама, анонси, запрошення та ін.;
- Дескриптивні тексти: пояснюють стан речей, як наприклад опис продукту у технічній документації;
- Тривіально-наративні тексти: до них належать як твори художньої (біографічні романи), так і масової літератури (жіночі романи, детективи та ін.);
- Естетично-креативні тексти: лірика, епос і драма.[5]